# Orthotrichum bartramii
Orthotrichum bartramii là một loài Rêu trong họ Orthotrichaceae. Loài này được R.S. Williams mô tả khoa học đầu tiên năm 1925.